# Station Saint-Étienne-Bellevue
Station Saint-Étienne-Bellevue is een spoorwegstation in de Franse gemeente Saint-Étienne.